# 도라에몽 (1973년 애니메이션)의 에피소드 목록
이 문서는 도라에몽의 TV 애니메이션 첫 번째 시리즈인 제1작의 방영 목록을 다룬다.

## 목록
| #  | 제목                                                              | 본방송일자      | 방영순서 |
| -- | ----------------------------------------------------------------- | --------------- | -------- |
| 1  | "〈나왔다!! 도라에몽 편〉 〈굽실굽실 메뚜기 대소동 편〉"          | 1973년 4월 1일  | 1        |
| 2  | "〈지붕 위의 멋진 아이 편〉 〈노비타의 조상님 편〉"               | 1973년 4월 8일  | 2        |
| 3  | "〈큐피드로 좋아 좋아 작전 편〉 〈약점을 잡아라 편〉"             | 1973년 4월 15일 | 3        |
| 4  | "〈쥐에 약한 고양이도 있다 편〉 〈골목대장을 이겨라 편〉"         | 1973년 4월 22일 | 4        |
| 5  | "〈발림말하는 거울 편〉 〈아빠와 엄마의 결혼기념일 편〉"          | 1973년 4월 29일 | 5        |
| 6  | "〈저주의 카메라 편〉 〈복권 당첨 작전 편〉"                      | 1973년 5월 6일  | 6        |
| 7  | "〈결투! 노비타와 자이언 편〉 〈나는 누굴까요 편〉"               | 1973년 5월 13일 | 7        |
| 8  | "〈거꾸로 촉 소동 편〉 〈오바케 저택의 수수께끼 편〉"             | 1973년 5월 20일 | 8        |
| 9  | "〈퀵 슬로우 대작전 편〉 〈노비타는 비를 몰고 다니는 사나이 편〉" | 1973년 5월 27일 | 9        |
| 10 | "〈울트라 믹서기 편〉 〈소원별 별똥별 편〉"                       | 1973년 6월 3일  | 10       |
| 11 | "〈이상한 보자기 편〉 〈노비타의 할머니 편〉"                     | 1973년 6월 10일 | 11       |
| 12 | "〈메이저 리그의 빨간 방망이 편〉 〈남자는 힘으로 승부한다 편〉"  | 1973년 6월 17일 | 12       |
| 13 | "〈가차코 등장 편〉 〈수다 립스틱 편〉"                           | 1973년 6월 24일 | 13       |
| 14 | "〈좋아 좋아 카메라 편〉 〈은하수로 데이트 하자 편〉"             | 1973년 7월 1일  | 14       |
| 15 | "〈이상한 로봇카 편〉 〈싱글벙글 비누 편〉"                       | 1973년 7월 8일  | 15       |
| 16 | "〈나는 서장의 대리 편〉 〈자, 여름이다! 스키를 타자 편〉"        | 1973년 7월 15일 | 16       |
| 17 | "〈성적표는 싫어 편〉 〈자신의 그림자를 잡아라 편〉"              | 1973년 7월 29일 | 17       |
| 18 | "〈잠수함으로 바다에 가자 편〉 〈돌아가는 배꼽시계 편〉"          | 1973년 8월 5일  | 18       |
| 19 | "〈캠프 소동 편〉 〈물망초란 무엇이던가 편〉"                     | 1973년 8월 12일 | 19       |
| 20 | "〈쿨러 파라솔 편〉 〈언제든지 일기 편〉"                         | 1973년 8월 19일 | 20       |
| 21 | "〈숙제 오바케가 나왔다 편〉 〈날씨 상자 편〉"                    | 1973년 8월 26일 | 21       |
| 22 | "〈나에게 깨끗한 한 표를 편〉 〈만화가 수행 편〉"                 | 1973년 9월 2일  | 22       |
| 23 | "〈멋진 걸 프렌드 편〉 〈꽃이 가득 소동 편〉"                     | 1973년 9월 9일  | 23       |
| 24 | "〈판박이 크레용 편〉 〈시즈카의 생일 편〉"                       | 1973년 9월 16일 | 24       |
| 25 | "〈우주비행사가 되고 싶어 편〉 〈미아 우물쭈물 대소동 편〉"       | 1973년 9월 23일 | 25       |
| 26 | "〈찰흙가루 대소동 편〉 〈안녕 도라에몽 편〉"                     | 1973년 9월 30일 | 26       |